# ميغيل أنخيل ألفاريز
ميغيل أنخيل ألفاريز (بالإنجليزية: Miguel Ángel Álvarez) هو صحفي أمريكي، ولد في 25 أغسطس 1928 في سان خوان في بورتوريكو، وتوفي في 16 يناير 2001 في Guaynabo, Puerto Rico ‏ في الولايات المتحدة.

## وصلات خارجية
- ميغيل أنخيل ألفاريز على موقع IMDb (الإنجليزية)
- ميغيل أنخيل ألفاريز على موقع قاعدة بيانات الفيلم (الإنجليزية)